# Koňkovice
Koňkovice (německy Konkowitz) je malá vesnice a část obce Trpišovice v okrese Havlíčkův Brod. Nachází se asi jeden kilometry jihovýchodně od Trpišovic. Koňkovice je také název katastrálního území o rozloze 3,53 km². V katastrálním území Koňkovice leží i Remuta a Smrčná.

## Historie
První písemná zmínka o obci pochází z roku 1406. Roku 1545 si vesnici nechala do zemských desek zapsat Markéta Ledecká z Říčan jako součást ledečského panství.

## Přírodní poměry
Do severozápadní části katastrálního území zasahuje část přírodní rezervace Stvořidla.

## Pamětihodnosti
- Lávka přes Meziklaský potok
- Venkovská usedlost čp. 12